# Campionati europei di atletica leggera indoor 2015
I XXXIII Campionati europei di atletica leggera indoor si sono svolti alla O2 Arena di Praga, nella Repubblica Ceca, dal 5 all'8 marzo 2015.

## Nazioni partecipanti
Tra parentesi, il numero di atleti partecipanti per nazione.
- Albania (2)
- Andorra (2)
- Armenia (2)
- Austria (10)
- Azerbaigian (2)
- Belgio (15)
- Bielorussia (15)
- Bosnia ed Erzegovina (3)
- Bulgaria (15)
- Rep. Ceca (46)
- Cipro (6)
- Croazia (3)
- Danimarca (12)
- Estonia (9)
- Finlandia (8)
- Francia (25)
- Georgia (4)

- Germania (39)
- Gibilterra (1)
- Grecia (11)
- Irlanda (12)
- Islanda (6)
- Israele (4)
- Italia (23)
- Lettonia (6)
- Lituania (4)
- Lussemburgo (4)
- Macedonia (2)
- Malta (2)
- Moldavia (2)
- Monaco (1)
- Montenegro (2)
- Norvegia (13)

- Paesi Bassi (17)
- Polonia (45)
- Portogallo (7)
- Regno Unito (38)
- Romania (17)
- Russia (45)
- San Marino (1)
- Serbia (6)
- Slovacchia (27)
- Slovenia (12)
- Spagna (32)
- Svezia (24)
- Svizzera (8)
- Turchia (10)
- Ucraina (24)
- Ungheria (12)

## Risultati

### Uomini
| Specialità | Oro                                                            | Prestazione | Argento                                                            | Prestazione | Bronzo                                                      | Prestazione |
| Corse piane |                                                                |             |                                                                    |             |                                                             |             |
| 60 metri (dettagli) | Richard Kilty                                                  | 6"51        | Christian Blum                                                     | 6"58        | Julian Reus                                                 | 6"60 =      |
| 400 metri (dettagli) | Pavel Maslák                                                   | 45"33       | Dylan Borlée                                                       | 46"25       | Rafał Omelko                                                | 46"26       |
| 800 metri (dettagli) | Marcin Lewandowski                                             | 1'46"67     | Mark English                                                       | 1'47"20     | Thijmen Kupers                                              | 1'47"25     |
| 1.500 metri (dettagli) | Jakub Holuša                                                   | 3'37"68     | Ilham Tanui Özbilen                                                | 3'37"74     | Chris O'Hare                                                | 3'38"96     |
| 3.000 metri (dettagli) | Ali Kaya                                                       | 7'38"42     | Lee Emanuel                                                        | 7'44"48     | Henrik Ingebrigtsen                                         | 7'45"54     |
| Corse a ostacoli |                                                                |             |                                                                    |             |                                                             |             |
| 60 metri ostacoli (dettagli) | Pascal Martinot-Lagarde                                        | 7"49        | Dimitri Bascou                                                     | 7"50        | Wilhem Belocian                                             | 7"52        |
| Salti |                                                                |             |                                                                    |             |                                                             |             |
| Salto in alto (dettagli) | Daniil Cyplakov                                                | 2,31 m =    | Silvano Chesani Adónios Mástoras                                   | 2,31 m      | -                                                           | -           |
| Salto con l'asta (dettagli) | Renaud Lavillenie                                              | 6,04 m      | Aleksandr Gripič                                                   | 5,85 m      | Piotr Lisek                                                 | 5,85 m      |
| Salto in lungo (dettagli) | Michel Tornéus                                                 | 8,30 m      | Radek Juška                                                        | 8,10 m      | Andreas Otterling                                           | 8,06 m      |
| Salto triplo (dettagli) | Nelson Évora                                                   | 17,21 m     | Pablo Torrijos                                                     | 17,04 m     | Marian Oprea                                                | 16,91 m     |
| Lanci |                                                                |             |                                                                    |             |                                                             |             |
| Getto del peso (dettagli) | David Storl                                                    | 21,23 m     | Asmir Kolašinac                                                    | 20,90 m     | Ladislav Prášil                                             | 20,66 m     |
| Prove multiple |                                                                |             |                                                                    |             |                                                             |             |
| Eptathlon (dettagli) | Il'ja Škurenëv                                                 | 6353 p.     | Arthur Abele                                                       | 6279 p.     | Eelco Sintnicolaas                                          | 6185 p.     |
| Staffette |                                                                |             |                                                                    |             |                                                             |             |
| Staffetta 4×400 metri (dettagli) | Belgio Julien Watrin Dylan Borlée Jonathan Borlée Kévin Borlée | 3'02"87     | Polonia Karol Zalewski Rafał Omelko Łukasz Krawczuk Jakub Krzewina | 3'02"97     | Rep. Ceca Daniel Nĕmeček Patrik Šorm Jan Tesař Pavel Maslák | 3'04"09     |
| record mondiale; record mondiale stagionale; record europeo; record europeo stagionale; record dei campionati; record nazionale; record personale; record personale stagionale. |                                                                |             |                                                                    |             |                                                             |             |

### Donne
| Specialità | Oro                                                                  | Prestazione | Argento                                                                  | Prestazione | Bronzo                                                                    | Prestazione |
| Corse piane |                                                                      |             |                                                                          |             |                                                                           |             |
| 60 metri (dettagli) | Dafne Schippers                                                      | 7"05 =      | Dina Asher-Smith                                                         | 7"08 =      | Verena Sailer                                                             | 7"09        |
| 400 metri (dettagli) | Natalija Pyhyda                                                      | 51"96       | Indira Terrero                                                           | 52"63       | Seren Bundy-Davies                                                        | 52"64       |
| 800 metri (dettagli) | Selina Büchel                                                        | 2'01"95     | Natalija Lupu                                                            | 2'02"25     | Joanna Jóźwik                                                             | 2'02"45     |
| 1.500 metri (dettagli) | Sifan Hassan                                                         | 4'09"04     | Angelika Cichocka                                                        | 4'10"53     | Federica Del Buono                                                        | 4'11"61     |
| 3.000 metri (dettagli) | Elena Korobkina                                                      | 8'47"62     | Svjatlana Kudzelič                                                       | 8'48"02     | Maureen Koster                                                            | 8'51"64     |
| Corse a ostacoli |                                                                      |             |                                                                          |             |                                                                           |             |
| 60 metri ostacoli (dettagli) | Alina Talaj                                                          | 7"85        | Lucy Hatton                                                              | 7"90        | Serita Solomon                                                            | 7"93        |
| Salti |                                                                      |             |                                                                          |             |                                                                           |             |
| Salto in alto (dettagli) | Marija Lasickene                                                     | 1,97 m      | Alessia Trost                                                            | 1,97 m      | Kamila Lićwinko                                                           | 1,94 m      |
| Salto con l'asta (dettagli) | Anželika Sidorova                                                    | 4,80 m      | Aikaterinī Stefanidī                                                     | 4,75 m      | Angelica Bengtsson                                                        | 4,70 m      |
| Salto in lungo (dettagli) | Ivana Španović                                                       | 6,98 m      | Sosthene Taroum Moguenara                                                | 6,83 m      | Florentina Marincu                                                        | 6,79 m      |
| Salto triplo (dettagli) | Ekaterina Koneva                                                     | 14,69 m     | Gabriela Petrova                                                         | 14,52 m     | Hanna Knjazjeva                                                           | 14,49 m     |
| Lanci |                                                                      |             |                                                                          |             |                                                                           |             |
| Getto del peso (dettagli) | Anita Márton                                                         | 19,23 m     | Julija Leancjuk                                                          | 18,60 m     | Radoslava Mavrodieva                                                      | 17,83 m     |
| Prove multiple |                                                                      |             |                                                                          |             |                                                                           |             |
| Pentathlon (dettagli) | Katarina Johnson-Thompson                                            | 5000 p.     | Nafissatou Thiam                                                         | 4696 p.     | Eliška Klucinová                                                          | 4687 p.     |
| Staffette |                                                                      |             |                                                                          |             |                                                                           |             |
| Staffetta 4×400 metri (dettagli) | Francia Floria Guei Elea Mariama Diarra Agnes Raharolahy Marie Gayot | 3'31"61     | Regno Unito Kelly Massey Seren Bundy-Davies Laura Maddox Kirsten McAslan | 3'31"79     | Polonia Joanna Linkiewicz Małgorzata Hołub Monika Szczęsna Justyna Święty | 3'31"90     |
| record mondiale; record mondiale stagionale; record europeo; record europeo stagionale; record dei campionati; record nazionale; record personale; record personale stagionale. |                                                                      |             |                                                                          |             |                                                                           |             |

## Medagliere
Legenda
     Paese ospitante
| Posizione | Paese       | Oro | Argento | Bronzo | Totale |
| --------- | ----------- | --- | ------- | ------ | ------ |
| 1         | Russia      | 6   | 2       | 0      | 8      |
| 2         | Francia     | 3   | 1       | 1      | 5      |
| 3         | Regno Unito | 2   | 4       | 3      | 9      |
| 4         | Rep. Ceca   | 2   | 1       | 3      | 6      |
| 5         | Paesi Bassi | 2   | 0       | 3      | 5      |
| 6         | Germania    | 1   | 3       | 2      | 6      |
| 7         | Polonia     | 1   | 2       | 4      | 7      |
| 8         | Belgio      | 1   | 2       | 0      | 3      |
| 8         | Bielorussia | 1   | 2       | 0      | 3      |
| 10        | Serbia      | 1   | 1       | 0      | 2      |
| 10        | Turchia     | 1   | 1       | 0      | 2      |
| 12        | Svezia      | 1   | 0       | 2      | 3      |
| 13        | Ucraina     | 1   | 0       | 1      | 2      |
| 14        | Ungheria    | 1   | 0       | 0      | 1      |
| 14        | Portogallo  | 1   | 0       | 0      | 1      |
| 14        | Svizzera    | 1   | 0       | 0      | 1      |
| 17        | Italia      | 0   | 2       | 1      | 3      |
| 18        | Spagna      | 0   | 2       | 0      | 2      |
| 18        | Grecia      | 0   | 2       | 0      | 2      |
| 20        | Bulgaria    | 0   | 1       | 1      | 2      |
| 21        | Irlanda     | 0   | 1       | 0      | 1      |
| 22        | Romania     | 0   | 0       | 2      | 2      |
| 23        | Israele     | 0   | 0       | 1      | 1      |
| 23        | Norvegia    | 0   | 0       | 1      | 1      |
| Totale    | Totale      | 26  | 27      | 25     | 78     |